# 第36独立近卫罗泽夫斯卡亚红旗摩托化步兵旅
第36独立近卫罗泽夫斯卡亚红旗摩托化步兵旅（俄语：36-я отдельная гвардейская мотострелковая Лозовская Краснознамённая бригада，部队代号06705）是俄罗斯陆军的摩托化步兵旅，隶属于东部军区第29集团军，驻地为外贝加尔边疆区的博尔贾。
第36独立近卫罗泽夫斯卡亚红旗摩托化步兵旅的历史可以追溯到二战期间从苏联第4空降军团分离成立的第38近卫步兵师。该师于1943年9月23日因参与夺取乌克兰的洛佐瓦而获得荣誉称号。
1957年6月，第38近卫步兵师被改编为第38近卫摩托化步兵师。1967年，该师被迁至赤塔州的斯列坚斯克。1989年，该师被改编为第131近卫机枪火炮师。
1992年，该师将师部迁至赤塔州奥洛维扬纳亚区的奥拉维扬纳亚。2001年，该师被改编为摩托化步兵师。2009年6月，该师被改编为摩托化步兵旅，并迁至博尔贾。
该旅参加了2022年俄罗斯入侵乌克兰的行动。